# Akbesia davidi
Akbesia davidi är en fjärilsart som beskrevs av Charles Oberthür 1884. Akbesia davidi ingår i släktet Akbesia och familjen svärmare. Inga underarter finns listade i Catalogue of Life.